# مستقبل مستمر
المستقبل المستمر (بالإنجليزية: future Continuous)‏ هو زمن من أزمان اللغة الإنجليزية.وهو الزمن الذي يشير أو يعبر عن نشاط أو فعل معين سوف يحصل باستمرارية معينة في وقت معين في المستقبل.

## التكوين
يتكون زمن المستقبل المستمر من will + be + v.ing.
- ماضي تام.
- ماضي تام مستمر.
- ماضي مستمر.
- مستقبل تام مستمر.